# Ardian Mema
Ardian Mema (Tirana, 16 novembre 1971) è un allenatore di calcio ed ex calciatore albanese, di ruolo centrocampista, tecnico del Pogradeci.

## Biografia
Anche suo padre Ali, suo zio Osman e suo cugino Sulejman, sono stati calciatori.

## Carriera

### Nazionale
Ha collezionato 8 presenze con la nazionale albanese.

## Palmarès

### Club

#### Competizioni nazionali
- Coppa d'Albania: 4

Tirana: 1993-1994, 1995-1996, 2000-2001, 2001-2002
- Supercoppa d'Albania: 3

Tirana: 1994, 2000, 2002
- Campionato albanese: 5

Tirana: 1994-1995, 1995-1996, 1996-1997, 1999-2000, 2002-2003